# Aske (North Yorkshire)
Aske – civil parish w Anglii, w North Yorkshire, w dystrykcie (unitary authority) North Yorkshire. W 2001 civil parish liczyła 122 mieszkańców. Aske jest wspomniana w Domesday Book (1086) jako Hase/Hasse.